# Akagi (portaerei)
L'Akagi (赤城? lett. "Castello Rosso") è stata una portaerei di squadra appartenente alla Marina imperiale giapponese, unica unità della sua classe e così nominata dal vulcano omonimo che sorge nella regione del Kantō. Inizialmente progettata e impostata come incrociatore da battaglia della Classe Amagi, fu convertita in seguito alla stipula del trattato navale di Washington sulla riduzione degli armamenti navali: aveva una capacità di 68 velivoli tra caccia, aerosiluranti e bombardieri in picchiata.

## Progetto
Originariamente disponeva di 3 ponti disposti "a scalino", non presentava isole nemmeno sul ponte di volo superiore, ed i 2 ponti inferiori non necessitavano di elevatori. Possedeva inoltre un armamento antinave costituito da 10 cannoni da 200 mm Type 3 modello 1, formato da 2 torri binate affiancate nel settore prodiero e 6  pezzi singoli in casamatta (3 per lato) a poppa, ed un armamento antiaereo di 6 complessi binati da 120 mm (3 per lato) e varie mitragliere. 

## Storia

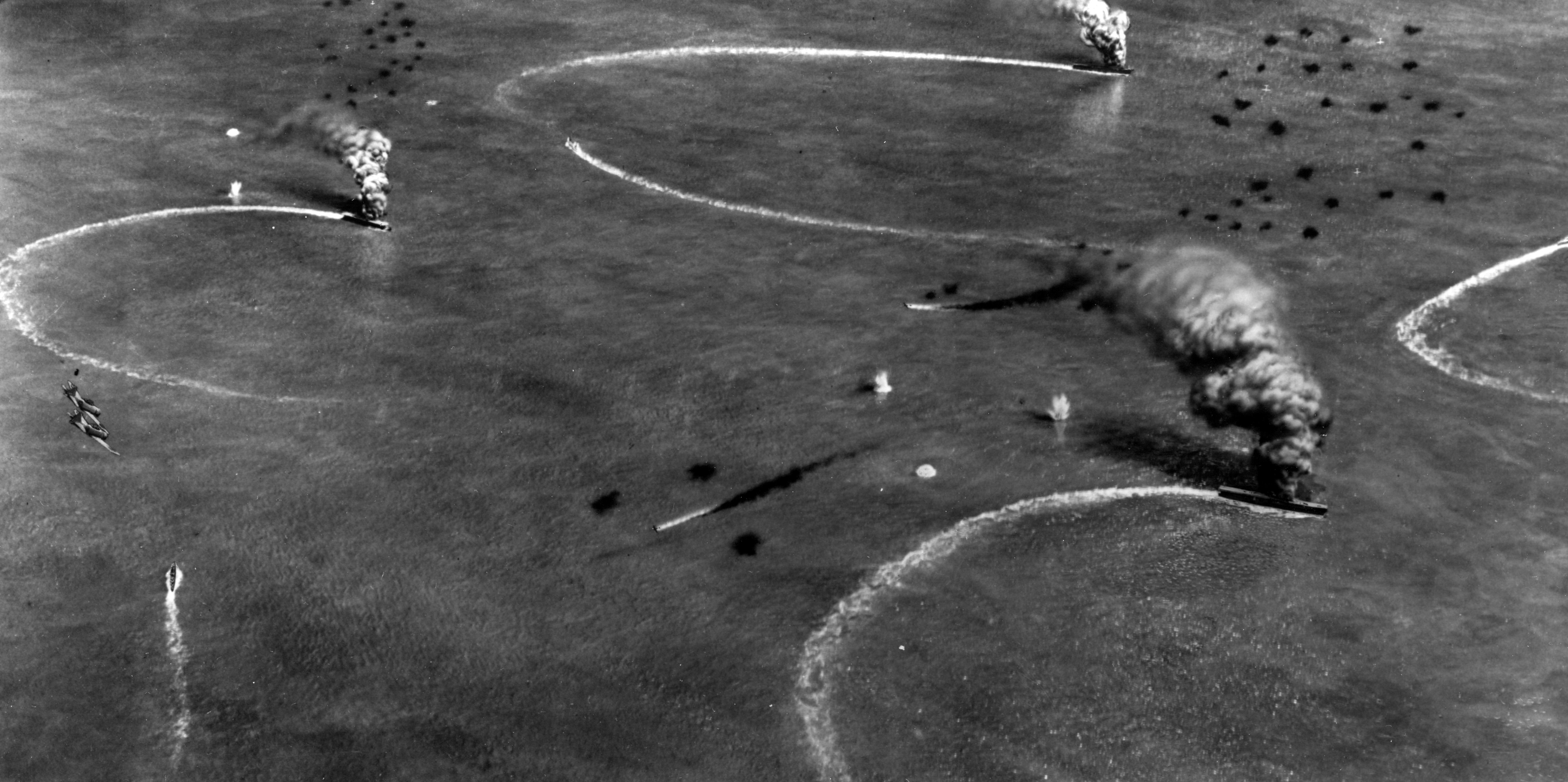
Diorama di Norman Bel Geddes: le portaerei Kaga, Sōryū e Akagi in fiamme

Tra il 1935 e il 1938 la Akagi fu sottoposta a una serie di ammodernamenti, a partire dall'eliminazione dei ponti di volo e dei cannoni a prora, per formare un'unica grande piattaforma affiancata, a sinistra, da una piccola isola e fornita di tre elevatori. Fu inoltre costruito un unico fumaiolo sul lato di dritta, orientato verso l'esterno e il basso, per evitare che i fumi di scarico ostacolassero le manovre sul ponte di volo. Fu infine incrementata la potenza motrice a 133 000 shp e la velocità massima a poco più di 31 nodi.
Protagonista dell'attacco di Pearl Harbor assieme alle portaerei Kaga, Soryu, Hiryu, Shokaku e Zuikaku in qualità di nave ammiraglia della 1ª Flotta aerea del viceammiraglio Chūichi Nagumo, fu colpita nella battaglia delle Midway il 4 giugno 1942 da uno stormo di bombardieri in picchiata Douglas SBD Dauntless appartenenti alla portaerei USS Enterprise. Tra le 10:26 e le 10:28 gli ordigni detonarono in corrispondenza dell'elevatore centrale, incendiando l'aviorimessa e una parte degli apparecchi già pronti al decollo sul ponte di volo, carichi di carburante e di armi; si verificarono una serie di violente esplosioni che resero oltremodo difficile il controllo e la circoscrizione degli incendi, infine unitisi a formare un unico rogo. Il comandante, capitano di vascello Takijirō Aoki, invitò Nagumo ad abbandonare la nave e questi, molto scosso per il subitaneo rovescio subito, si trasferì alle ore 10:46 sull'incrociatore leggero Nagara.
La mattina del 5 giugno, divenuto chiaro che la portaerei non era più salvabile, cacciatorpediniere nipponici trassero in salvo gli ultimi membri dell'equipaggio ancora a bordo e finirono la Akagi con alcuni siluri.
Il 20 ottobre 2019, la nave da ricerca Petrel ritrovò il relitto della Akagi a 5.346 m di profondità presso l'atollo di Midway.